# 남해 용문사 천왕각
남해 용문사 천왕각(南海 龍門寺 天王閣)은 대한민국 경상남도 남해군 이동면 용문사에 있는 천왕각이다.
1985년 11월 14일 경상남도의 문화재자료 제150호 용문사 천왕각으로 지정되었다가, 2018년 12월 20일 현재의 명칭으로 변경되었다.

## 개요
용문사는 조선 중기에 탐진당과 적묵당을 지었는데, 이곳 자리가 좋다하여 금산의 보광사 대웅전 등을 지금 있는 자리로 옮기고 절의 이름도 용문사라 하였다.
절의 입구에 있는 천왕각은 조선 숙종 28년(1702)에 지었다. 앞면 3칸 ·옆면 3칸 규모이며, 지붕은 옆면에서 볼 때 사람 인(人)자 모양인 맞배지붕이다.
안쪽에는 사천왕을 모시고 있는데, 다른 절의 경우 마귀를 밟고 있는 형상이지만 이곳의 사천왕은 부정한 양반이나 관리를 밟고 있다. 동쪽은 지국천왕, 남쪽은 증장천왕, 서쪽은 광목천왕, 북쪽은 다문천왕이 비파, 칼, 용, 창 등을 들고 절을 드나드는 사람들을 보호하고 잡귀가 들어오는 것을 막는 문지기 구실을 한다. 남해용문사중흥기에 의하면 호은문성(虎隱文性) 중흥주로 1895년부터 1897년까지 화주로 대 시주자로 천왕각을 중수하고 채색하였다.

## 참고 문헌
- 남해 용문사 천왕각 - 국가유산청 국가유산포털